# Ferdinand de Braekeleer
Ferdinand de Braekeleer, född 1792, död 1883, var en belgisk konstnär. Han var far till konstnären Henri de Braekeleer.
de Braekeleer utförde men mängd vardagscener med ämnen som Guldbröllopet, Tiggarmusikanterna och liknande.